# Дракино (аэродром)
Дра́кино — спортивный аэродром в городском округе Серпухов Московской области. Площадь 363,48 гектара. Размеры взлётно-посадочных полос: 1200x400 метров и 1500x400 метров. Является базовым аэродромом сборной России по высшему пилотажу. Базовый для Серпуховского авиационного спортивного клуба имени Александра Ивановича Орлова. История аэродрома неразврывно связана с Серпуховским АСК, для которого 11 апреля 1936 года он был открыт. В Дракино производится подготовка пилотов-любителей, тренировки спортсменов,  ведёт свою деятельность клуб дельтапланерного спорта. Аэродром активно используется посетителями расположенного здесь спортивно-развлекательного парка. Из-за отсутствия финансирования на ремонт самолёта АН-2, парашютные прыжки на аэродроме Дракино, в данный момент,  не осуществляются.
Расположен в 3 километрах на восток от Протвино, в 10 километрах на юго-запад от Серпухова и в 1 километре на север от деревни Дракино между двумя шоссе: Серпухов — Протвино и Серпухов — Таруса.

## Знаменательные спортивные события
Аэродром известен проведением Чемпионата мира (2005 год) и Квалификационного Мирового «Гран-при» (2006 год) по планёрному спорту. С 1995 года в Дракино проводится ежегодный Чемпионат России по высшему пилотажу — крупнейшие национальные состязания пилотов-спортсменов.